# Schineni, Vaslui
Schineni este o localitate componentă a orașului Murgeni din județul Vaslui, Moldova, România.
 Acest articol despre o localitate din județul Vaslui este deocamdată un ciot. Puteți ajuta Wikipedia prin completarea lui.